# رپنشتدت
رپنشتدت (به آلمانی: Reppenstedt) یک شهر در آلمان است که در لونبورگ واقع شده‌است. رپنشتدت ۷٬۰۰۹ نفر جمعیت دارد.